# Suzuki Yoshikazu
Yoshikazu Suzuki (sinh ngày 1 tháng 6 năm 1982) là một cầu thủ bóng đá người Nhật Bản.

## Sự nghiệp câu lạc bộ
Yoshikazu Suzuki đã từng chơi cho Shonan Bellmare và Mito HollyHock.